# Katja Jontes
Katja Jontes (Slovenj Gradec, 11 febbraio 1986) è una pallavolista slovena.
Gioca nel ruolo di centrale nell'Odbojkaški Klub Hit Nova Gorica.

## Carriera
Katja Jontes inizia la sua carriera pallavolistica in alcune serie minori slovene. Il salto di qualità avviene nel 2008 quando passe nelle file delle OK Hit Nova Gorica, nella massima serie del campionato sloveno: in questi anni entra a far parte anche dalla nazionale della Slovenia
Nella stagione 2009-10 viene ingaggiata dal Castellana Grotte, nella serie A1 italiana. Nel gennaio 2011 viene ingaggiata dal GSO Villa Cortese, con la quale vince la Coppa Italia.
Nella stagione 2011-12 torna alla squadra slovena dell'OK Nova Gorica.

## Palmarès

### Club
- Coppa Italia: 1

2010-11